# ラ・コンパニー
ラ・コンパニー（フランス語: La Compagnie）はフランス・パリに拠点を置く航空会社。機内の全席をビジネスクラスとした機材で国際線を運航している。

## 概要
2013年10月、ドリームジェット（DreamJet）としてフランツ・イヴリン（Frantz Yvelin）とピーター・ リューティ（Peter Luethi）によって設立された。その後、航空業界などの支援を受けて就航準備を行い、2014年6月14日にラ・コンパニーと社名を改めた。
7月1日から最初の就航路線であるパリ-ニューヨーク線のWeb予約受付を開始し、7月21日に1機のボーイング757（機体記号:F-HTAG）にて運航を開始した。
機内はエコノミークラス等を設けず、全席をライフラットのビジネスクラスとしている。ボーイング757での座席数は1機あたり74席となっており、各座席には機内エンターテイメントとしてサムスン製のタブレット端末が備え付けられている。
全日本空輸（ANA）やシンガポール航空など、一部の機材を全席ビジネスクラスとして運航する航空会社は既に存在しているものの、全席・全機材をビジネスクラスとして運航する方針の航空会社は世界的に見ても珍しい。
同区間で競合する他社よりも30%～50%ほど運賃を安価にすることを計画しており、予約変更やキャンセルの可否などの自由度によって3段階の運賃設定が行われる。

## 就航路線
| 便名      | 路線                     | 路線         | 機材            |
| --------- | ------------------------ | ------------ | --------------- |
| B0200/201 | ニース                   | ニューアーク | エアバスA321neo |
| B0104/105 | ニース-パリ/オルリー経由 | ニューアーク | エアバスA321neo |
| B0100/101 | パリ/オルリー            | ニューアーク | エアバスA321neo |
| B0300/301 | ミラノ                   | ニューアーク | エアバスA321neo |

## 保有機材

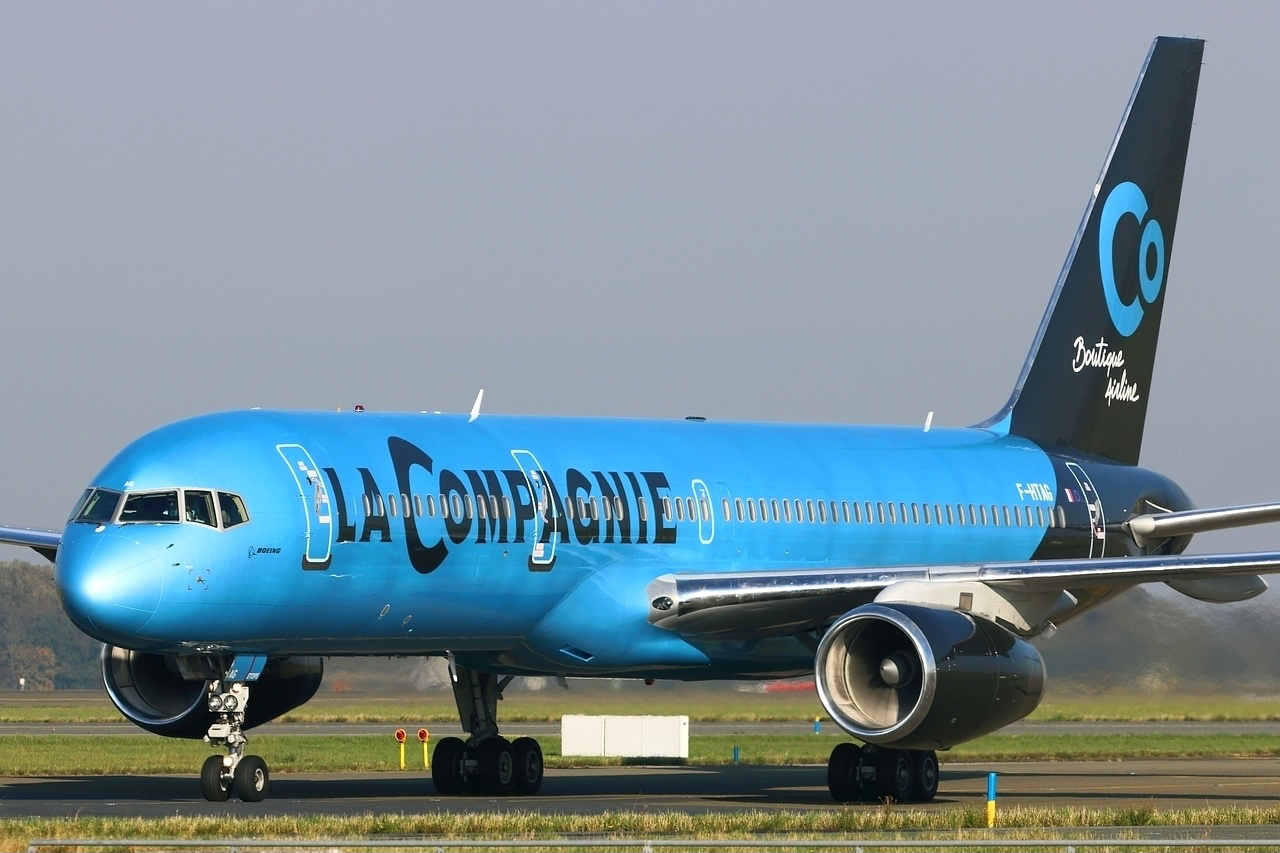
ラ・コンパニーのボーイング757

機体は青みがかった銀色の塗装。機内は2-2アブレストとなっている。
| 機種              | 保有数 | 座席数 （全席ビジネス） |             |
| ----------------- | ------ | ----------------------- | ----------- |
| エアバスA321neo   | 2      | 76                      | [ 8 ] [ 9 ] |
| 過去の保有機材    |        |                         |             |
| ボーイング757-200 | 2      | 74                      |             |